# Clostera indentata
Clostera indentata är en fjärilsart som beskrevs av Alpheus Spring Packard 1864. Clostera indentata ingår i släktet Clostera och familjen tandspinnare. Inga underarter finns listade i Catalogue of Life.